# 天旺站
天旺站（：／ Cheonwang yeok */?）是首爾地鐵7號線沿線的一座地下車站，位於大韓民國首爾特別市九老區梧柳2洞。往天旺車輛基地的入廠列車不停靠本站。

## 車站結構
站體為2面2線曲線式設計側式月台的地下車站，候車月台設有月台幕門，並有4處出口。

### 月台配置
| 光明十字路口 ↑ |
| \| 上          |
| ↓ 溫水         |

| 月台 | 路線           | 目的地                                       |
| ---- | -------------- | -------------------------------------------- |
| 上行 | ●首爾地鐵7號線 | 大林、南城、泰陵、長岩方向                   |
| 下行 | ●首爾地鐵7號線 | 溫水、新中洞、三山體育館、富平區廳、石南方向 |

## 歷史
- 2000年2月29日：落成啟用。

## 車站周邊
- 首爾50+基金會（朝鲜语：서울특별시50플러스재단）南部園區
- 梧柳2洞派出所
- 梧南中學
- 天旺中學
- 天旺初等學校
- 梧柳南初等學校
- 德一電子工業高校
- 延世社會福祉館
- 信用保證基金（朝鲜语：신용보증기금）人力開發院
- 開雄山（朝鲜语：개웅산）

## 圖片

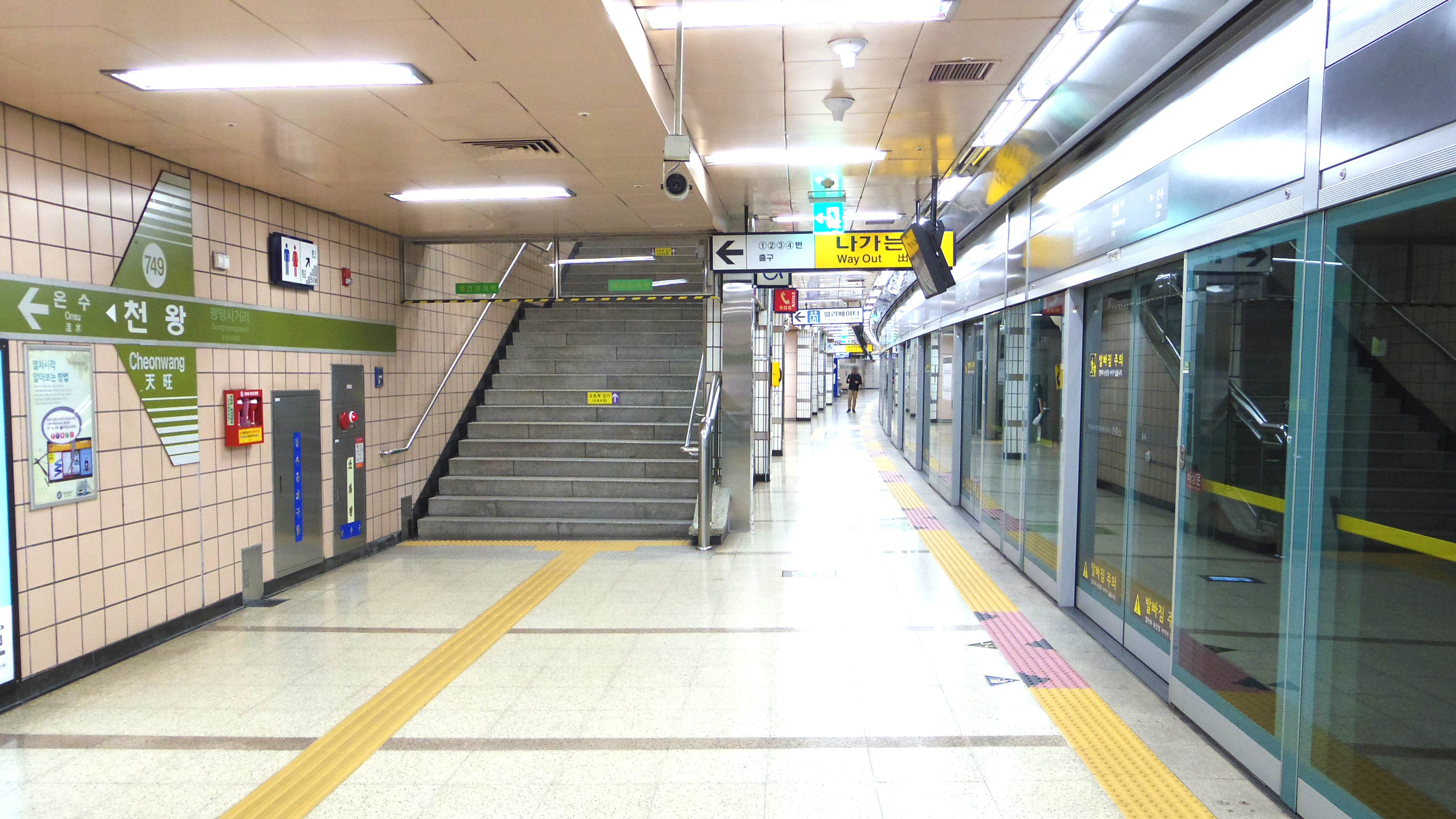
候車月台
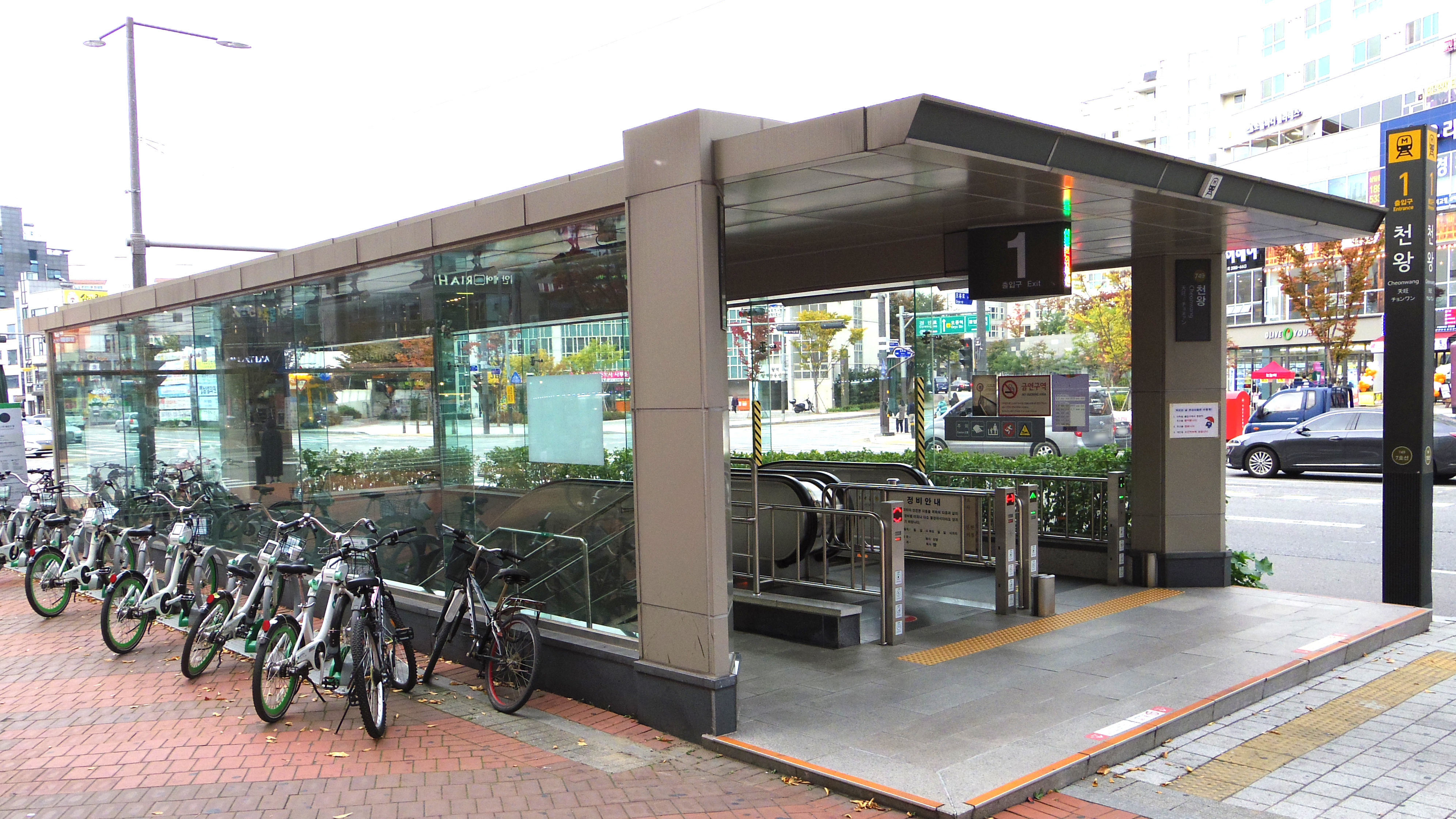
1號出口
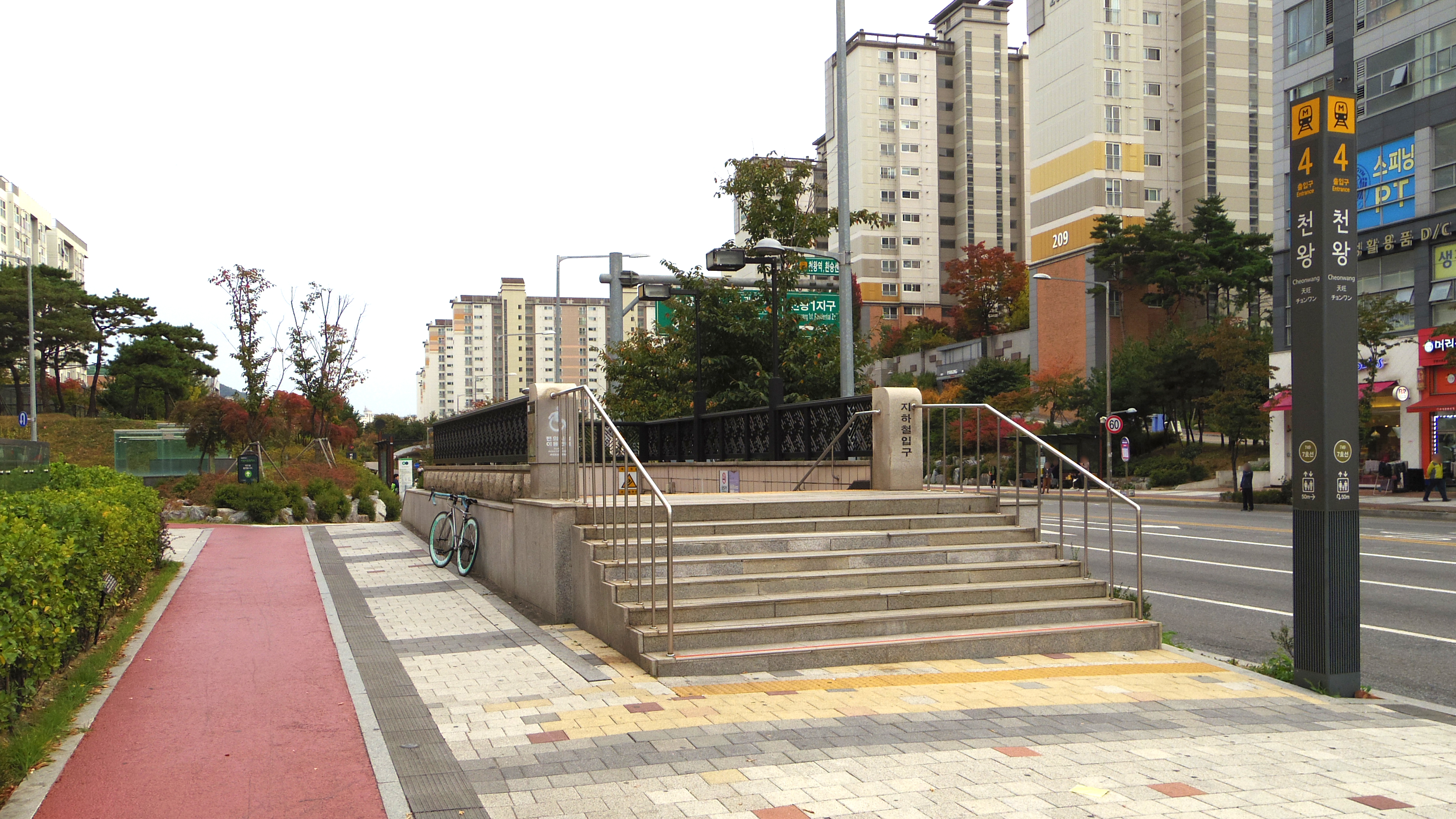
4號出口

## 相鄰車站
首爾交通公社
●首爾地鐵7號線
光明十字路口（748）－天旺（749）－溫水（750）